# Жено, Мишель Филибер
Мишель Филибер Жено (фр. Michel-Philibert Genod; 20 сентября 1795, Лион, метрополия Франции — 24 июля 1862[…], 5-й округ Лиона[…]) — французский художник.

## Биография
Родился в 1795 году в Лионе. В 1807—1813 годах учился живописи в мастерской художника Пьера Ревоя. В 1819 году дебютировал на ежегодном Парижском салоне, где в дальнейшем выставлялся регулярно и однажды был удостоен медали Салона. 
Хотя Жено создал несколько работ, полностью вписывающихся в традиции ампира, в основном он посвятил себя созданию жанровых сцен, соответствующих эстетическим запросам эпохи Второй реставрации. Некоторые работы Жено были куплены герцогом Беррийским, а сам король Людовик XVIII по слухам сказал художнику: «Ваши картины радуют не только глаз, но и сердце». 
В дальнейшем Жено вернулся в родно Лион, где в 1839 году был назначен профессором Школы изящных искусств Лиона. В 1840-е годы он завершил несколько картин своего учителя Ревоя.
В 1855 году с успехом продемонстрировал ряд своих картин на Всемирной выставке, и в том же году стал кавалером ордена Почётного легиона. Одна из картин Жено, представленная на Парижском салоне 1857 года, была куплена Наполеоном III.
В 1861 году был избран членом  Академии наук, изящной литературы и искусств Лиона.
Скончался Жено в 1862 году в Лионе. За свою долгую жизнь он пережил два периода общефранцузской славы, пришедшиеся на периоды Второй реставрации и Второй империи. В перерывах между этими эпохами Жено был активен в основном в Лионе, где преподавал живопись и оставался видной фигурой в общественной жизни города.

## Галерея

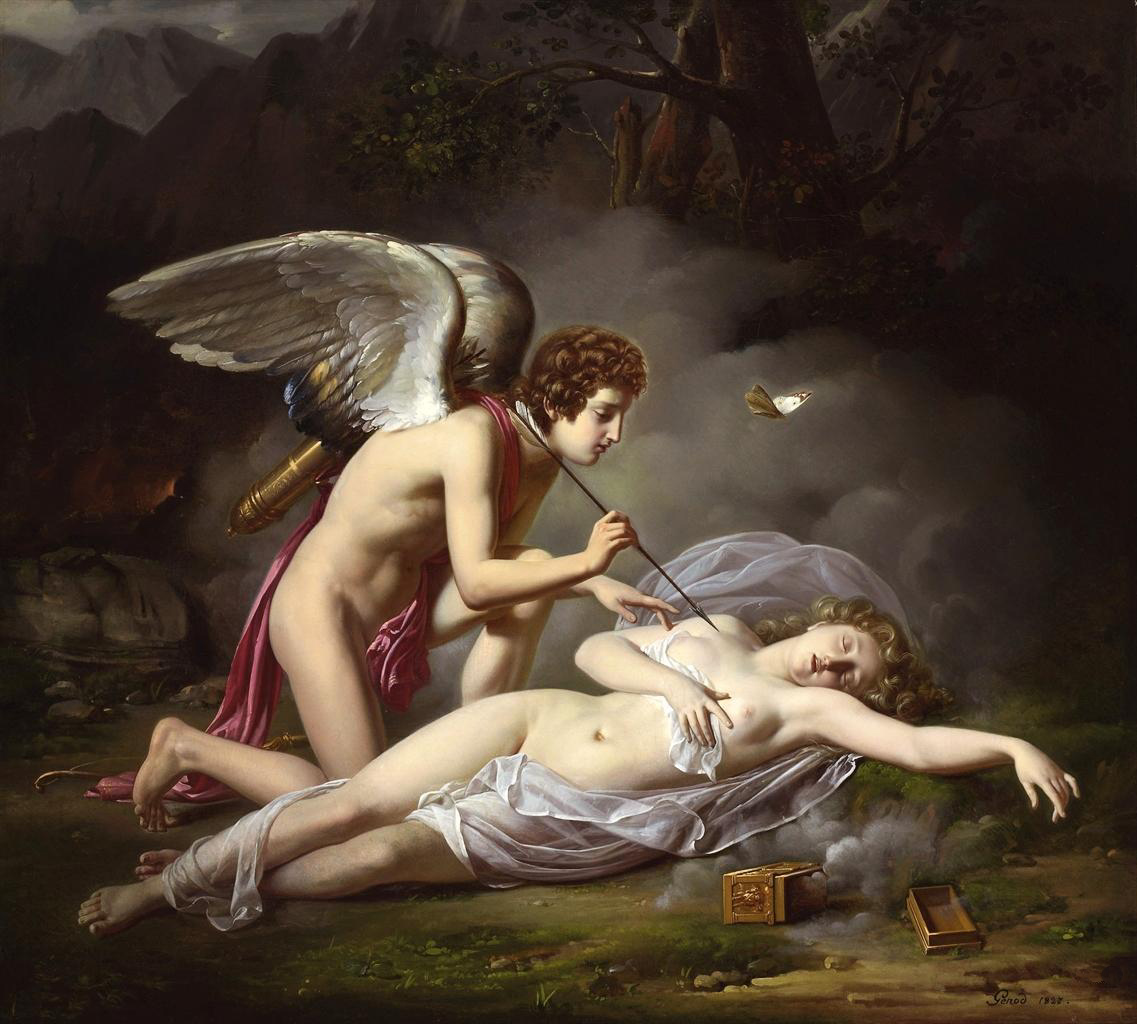
Купидон и Психея
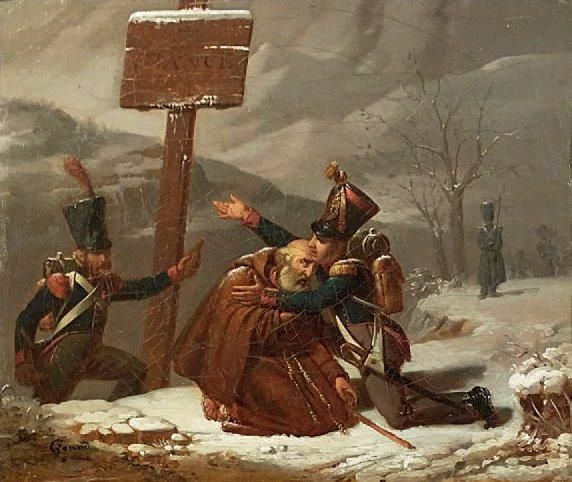
Солдаты и монах
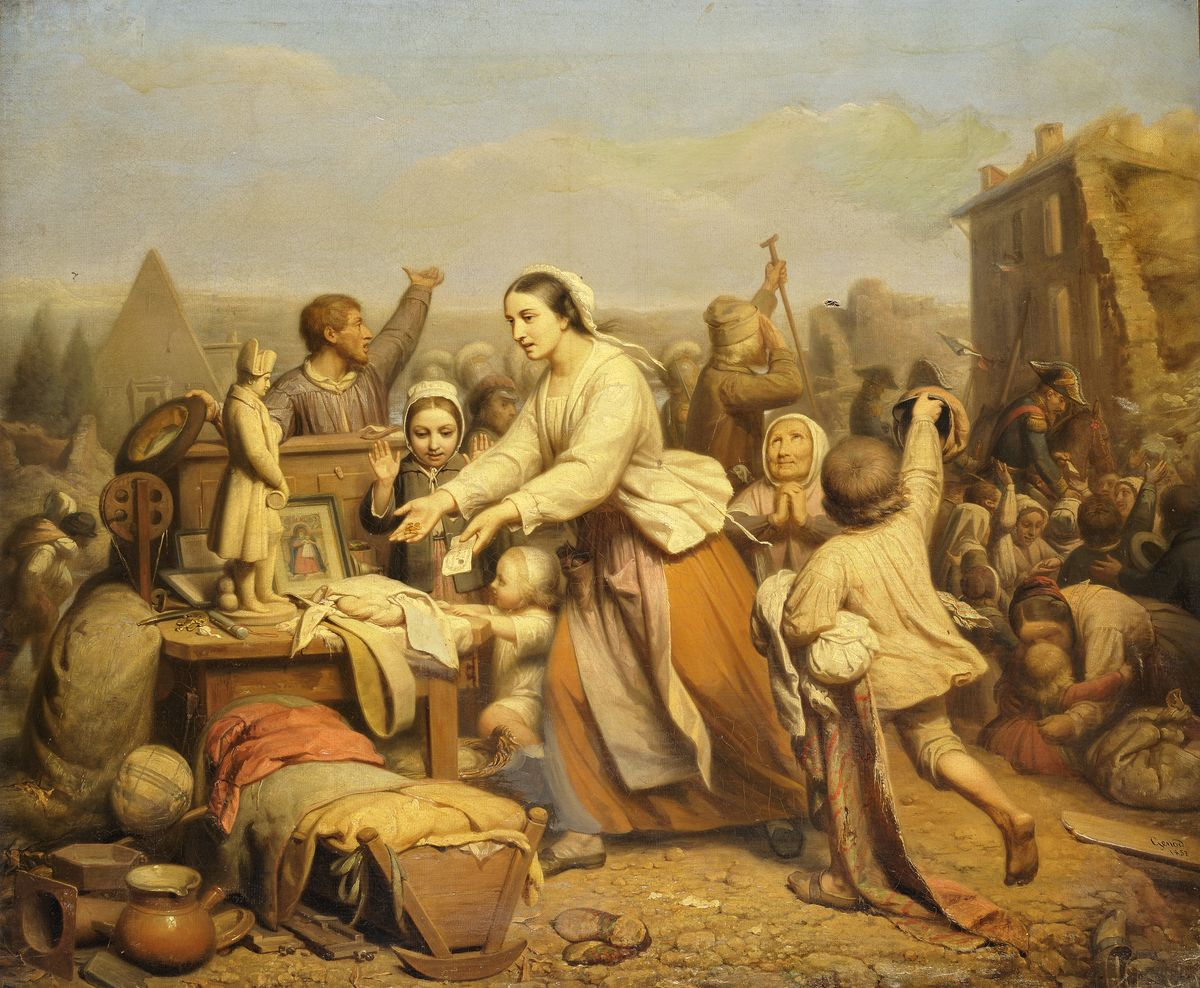
Император Наполеон III в 1851 году оказывает помощь жителям Лиона, вынужденным покинуть свои дома во время наводнения, 1857, Лионский музей изящных искусств
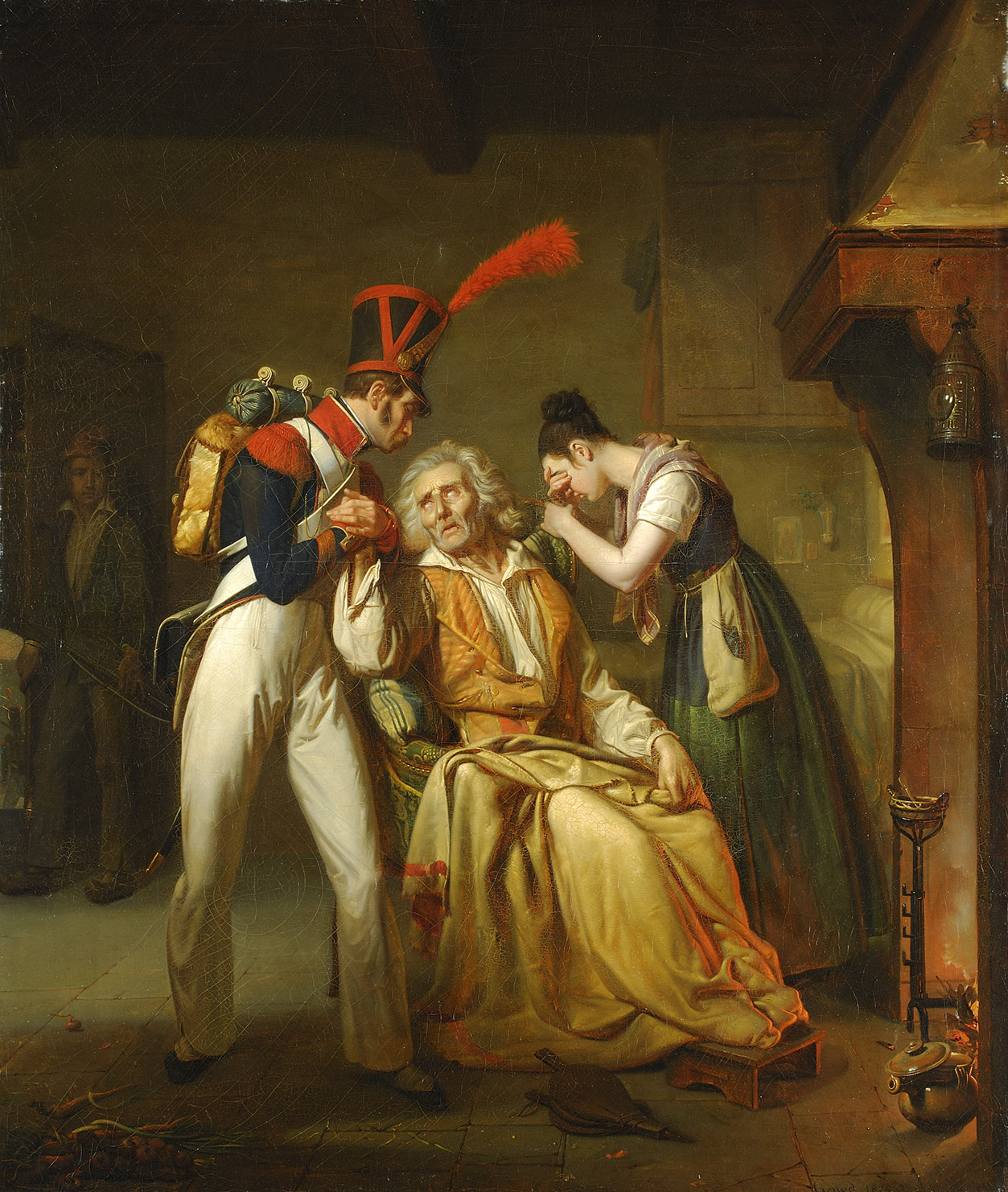
Прощание с солдатом, 1824, Лионский музей изящных  искусств
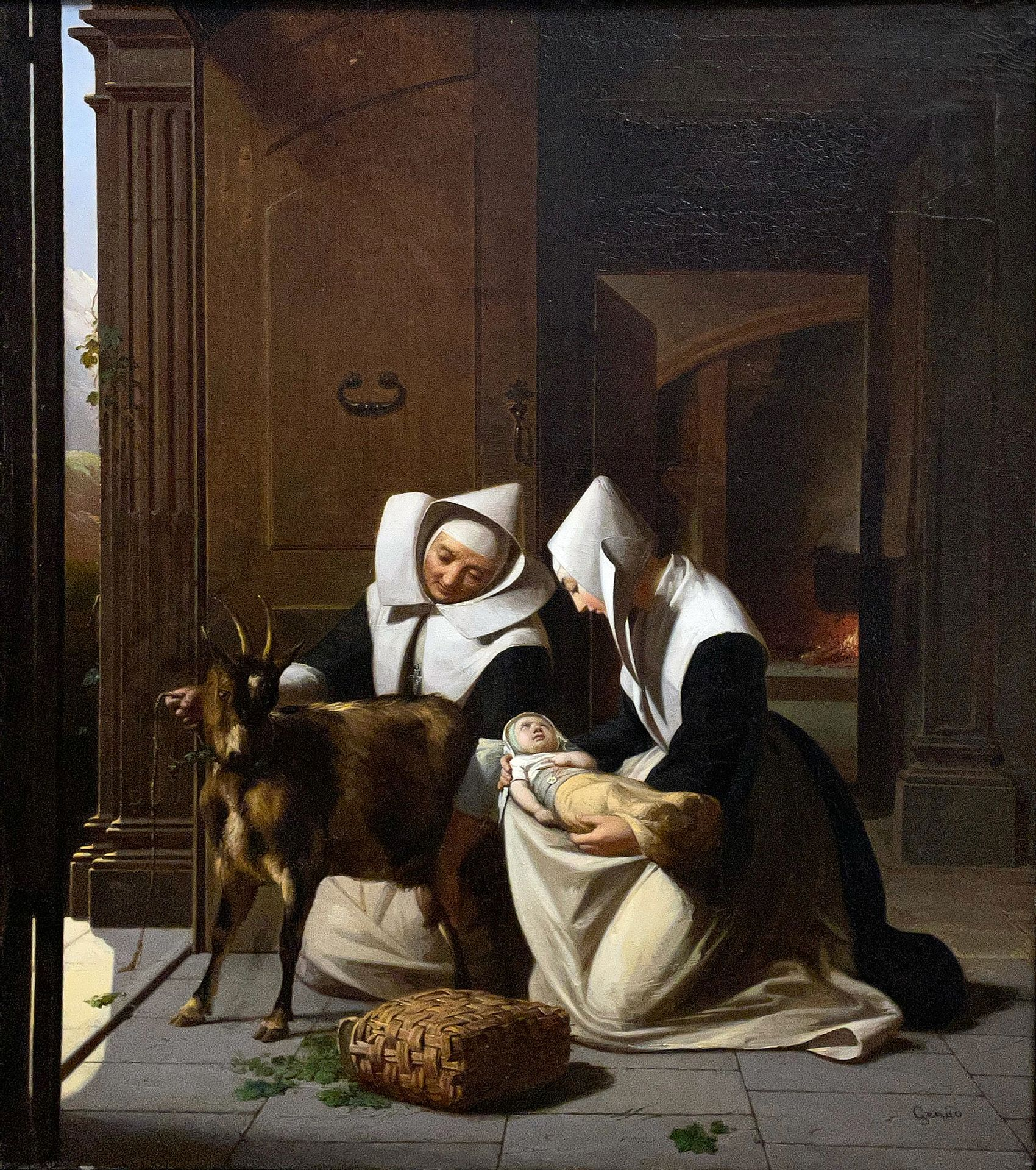
Подкидыш
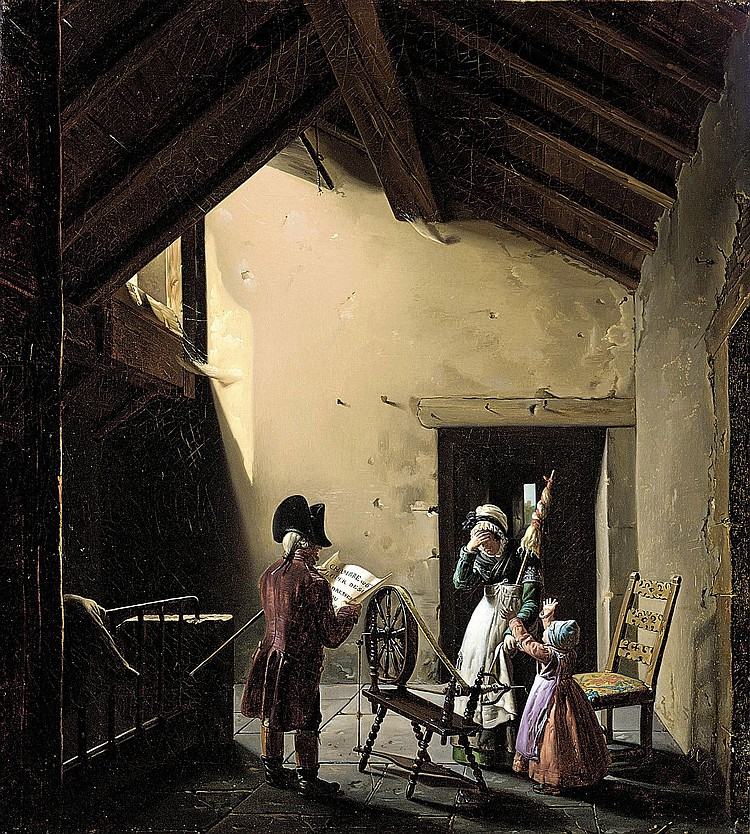
Тяжёлые времена
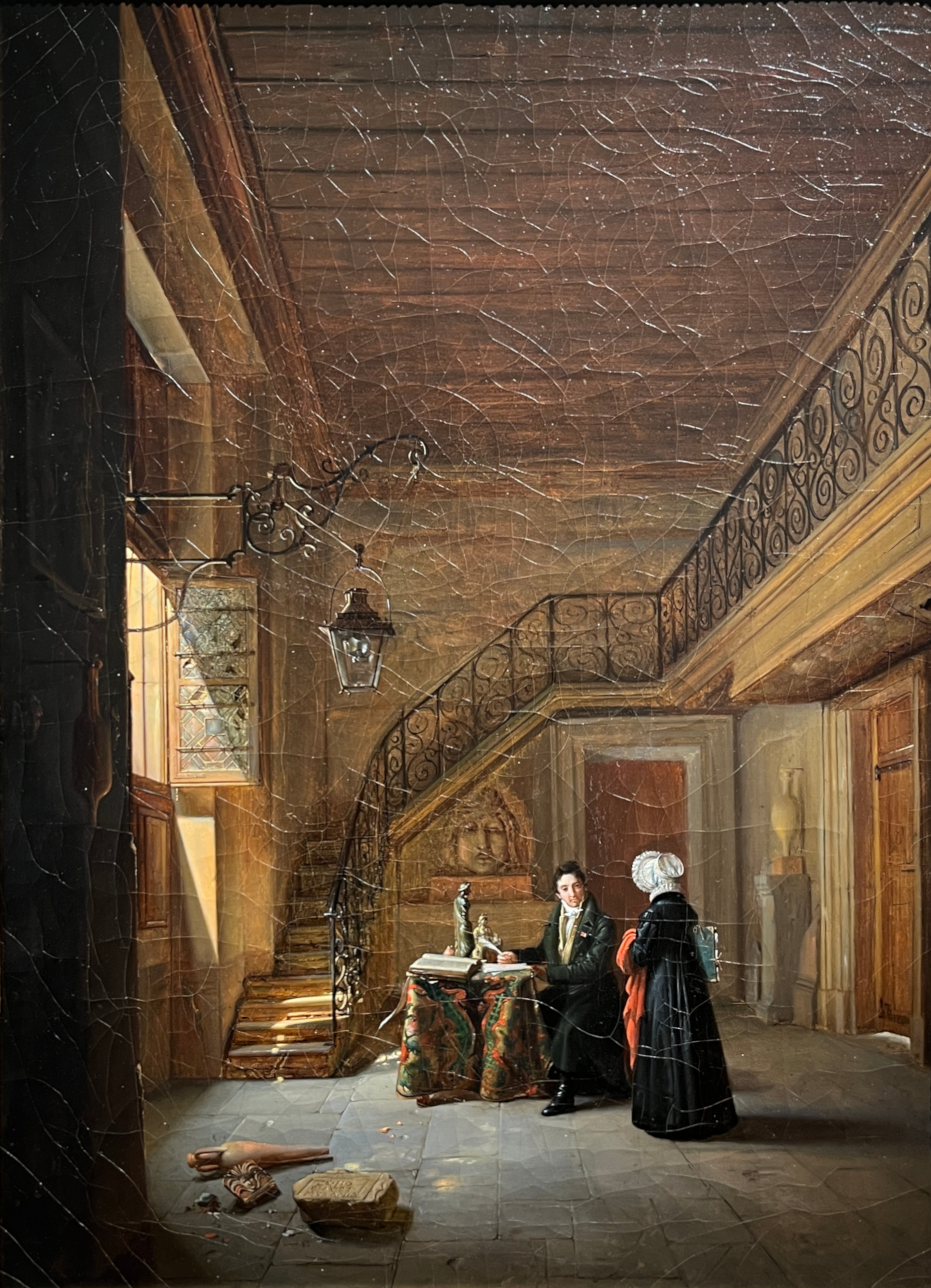
Портрет Франсуа Арто, первого директора Лионского музея, в интерьере музейного здания